# Okie
Okie (с англ. — «Оки») — третий студийный альбом Джей Джей Кейла, выпущенный в 1974 году. Альбом добрался до 128 строчки чарта Billboard 200. Песни «Cajun Moon» и «Rock and Roll Records» были выпущены в качестве синглов.

## Об альбоме
Джазовый флейтист Херби Манн записал кавер-версию «Cajun Moon» с вокалом Сисси Хьюстон для своего альбома 1976 года Surprises. Концертное исполнение «I’d Like to Love You Baby» Tom Petty & The Heartbreakers вышло на их концертном бокс-сете 2009 года The Live Anthology. Кавер-версия «Anyway the Wind Blows» была выпущена Bill Wyman's Rhythm Kings на их альбоме 1999 года, носящем название песни. Завершающая альбом «I Got the Same Old Blues» исполнялась множество раз различными музыкантами, среди которых Капитан Бифхарт (1974), Фредди Кинг (1974), Бобби Блэнд (1977), Брайан Ферри (1978), Lynyrd Skynyrd и Эрик Клэптон.

## Список композиций
- Все песни написаны Джей Джей Кейлом, кроме отмеченных.

| №   | Название                              | Автор(ы)                 | Длительность |
| --- | ------------------------------------- | ------------------------ | ------------ |
| 1.  | «Crying»                              |                          | 2:35         |
| 2.  | «I’ll Be There (If You Ever Want Me)» | Расти Габбард, Рэй Прайс | 2:24         |
| 3.  | «Starbound»                           |                          | 2:00         |
| 4.  | «Rock and Roll Records»               |                          | 2:10         |
| 5.  | «The Old Man and Me»                  |                          | 2:06         |
| 6.  | «Everlovin’ Woman’»                   |                          | 2:12         |
| 7.  | «Cajun Moon»                          |                          | 2:14         |
| 8.  | «I’d Like to Love You Baby»           |                          | 2:52         |
| 9.  | «Anyway the Wind Blows»               |                          | 3:24         |
| 10. | «Precious Memories»                   |                          | 2:11         |
| 11. | «Okie»                                |                          | 1:59         |
| 12. | «I Got the Same Old Blues»            |                          | 2:59         |